# Butler (California)
Butler es un área no incorporada ubicada en el condado de Los Ángeles en el estado estadounidense de California.

## Geografía
Butler se encuentra ubicada en las coordenadas 34°7′57″N 117°57′55″O / 34.13250, -117.96528.